# American Horror Story: Podwójny seans
American Horror Story: Podwójny seans (tytuł oryginalny: American Horror Story: Double Feature) – dziesiąty sezon amerykańskiego serialu telewizyjnego American Horror Story, emitowany przez stację FX od 25 sierpnia do 20 października 2021. W Polsce był premierowo emitowany przez Fox od 5 października do 7 grudnia 2021. Składa się z dziesięciu odcinków, podzielonych między dwie części z odrębnymi historiami: sześcioodcinkową Red Tide i czteroodcinkową Death Valley.

## Obsada i bohaterowie
Źródła:
| Część 1: Red Tide Obsada główna Sarah Paulson jako Karen Evan Peters jako Austin Sommers Lily Rabe jako Doris Gardner Finn Wittrock jako Harry Gardner Frances Conroy jako Sarah Cunningham / Belle Noir Billie Lourd jako Leslie Feldman / Lark Leslie Grossman jako Ursula Adina Porter jako Burleson Angelica Ross jako chemiczka Macaulay Culkin jako Mickey Ryan Kiera Armstrong jako Alma Gardner Obsada drugoplanowa i gościnna Robin Weigert jako Martha Edwards John Lacy jako Mikey Jen Kober jako barmanka Spencer Novich jako blady człowiek Rachel Finninger jako Melanie Blake Shields jako Tony Kayla Blake jako A. Jordan Denis O’Hare jako Holden Vaughn Jim Ortlieb jako Ray Cunningham David Huggard jako Crystal DeCanter Dot-Marie Jones jako Jan Remy Benjamin Papac jako Rory Alan Brooks jako Jack Krenski | Część 2: Death Valley Obsada główna Sarah Paulson jako Mamie Eisenhower Lily Rabe jako Amelia Earhart Leslie Grossman jako Calico Angelica Ross jako Theta Neal McDonough jako Dwight Eisenhower Kaia Gerber jako Kendall Carr Nico Greetham jako Cal Cambon Isaac Cole Powell jako Troy Lord Rachel Hilson jako Jamie Howard Rebecca Dayan jako Maria Wycoff Obsada drugoplanowa i gościnna Christopher Stanley jako Sherman Adams Chris Caldovino jako Jensen Samuel Hunt jako Adam Maxwell Caulfield jako przyjaciel Dwighta Steven M. Gagnon jako oficer sił powietrznych Craig Sheffer jako Richard Nixon Alisha Soper jako Marilyn Monroe Mike Vogel jako John F. Kennedy Jacqueline Pinol jako doktor Reyes Len Cordova jako Steve Jobs Cody Fern jako Valiant Thor John Sanders jako Buzz Aldrin Bryce Johnson jako Neil Armstrong Karl Makinen jako Lyndon B. Johnson Briana Lane jako doktor Richards Jim Garrity jako oficer sił powietrznych Jeff Heapy jako Stanley Kubrick Vincent Foster jako Henry Kissinger Eric Nenninger jako ochroniarz Matt Nolan jako G. Gordon Liddy Marty Dew jako Bob Woodward |

## Lista odcinków
| Nr | Nr                | Tytuł oryginalny       | Tytuł polski            | Reżyseria                  | Scenariusz                                             | Data premiery (Stany Zjednoczone) | Data premiery (Polska) |
| Część 1: Red Tide | Część 1: Red Tide | Część 1: Red Tide      | Część 1: Red Tide       | Część 1: Red Tide          | Część 1: Red Tide                                      | Część 1: Red Tide                 | Część 1: Red Tide      |
| --- | ----------------- | ---------------------- | ----------------------- | -------------------------- | ------------------------------------------------------ | --------------------------------- | ---------------------- |
| 104 | 1                 | Cape Fear              | Przylądek strachu       | John J. Gray               | Ryan Murphy, Brad Falchuk                              | 25 sierpnia 2021                  | 5 października 2021    |
| Harry Gardner, jego ciężarna żona Doris i córka Alma przeprowadzają się na trzy miesiące do Provincetown. Harry planuje napisać tam scenariusz do pilotu serialu, Doris ma stworzyć nowy projekt wnętrza domu dla właścicieli, zaś Alma uczy się gry na skrzypcach. Gardnerowie napotykają martwe ciała zwierząt i są prześladowani przez blade postacie oraz Karen, która mówi im, by opuścili miasto. Harry poznaje w restauracji dramaturga Austina i pisarkę Belle Noir, którzy przyjeżdżają do Provincetown w każdą zimę dla inspiracji do pisania. Po tym, jak Harry zabija jedną z bladych postaci w akcie samoobrony, Gardnerowie podejmują decyzję o wyjechaniu z miasta. Harry otrzymuje od Austina tabletki, które mają mu pomóc przełamać blokadę twórczą. |                   |                        |                         |                            |                                                        |                                   |                        |
| 105 | 2                 | Pale                   | Bladość                 | Loni Peristere             | Brad Falchuk, Ryan Murphy                              | 25 sierpnia 2021                  | 12 października 2021   |
| Zażywszy tabletkę Harry doznaje nagłej inspiracji do pisania, wskutek czego Gardnerowie postanawiają pozostać w Provincetown jeszcze kilka dni. Mężczyzna zaczyna czuć apetyt na krew, który zaspokaja pijąc ciecz z mięsa wołowego i krew Doris, która wypływa po zacięciu się nożem. Austin wyjaśnia mu, że Muza, czyli środek w tabletkach, które mu dał, daje utalentowanym ludziom przypływ weny, a nieutalentowanych zamienia w blade fantomy, jednak do utrzymania jej działania należy pić ludzką krew. Harry dowiaduje się od agentki Ursuli o entuzjastycznym przyjęciu jego napisanych w Provincetown scenariuszy. Wraz z Austinem i Belle Noir zabija mężczyznę i pije jego krew. Następnie odwiedza dentystkę Lark, która instaluje mu specjalne uzębienie do picia krwi. Alma, chcąc poprawić swoją grę na skrzypcach, zażywa Muzę. Pod wpływem tabletki pije krew królika.                            |                   |                        |                         |                            |                                                        |                                   |                        |
| 106 | 3                 | Thirst                 | Pragnienie              | Loni Peristere             | Brad Falchuk                                           | 1 września 2021                   | 19 października 2021   |
| Gdy policjantka Burleson chce aresztować Almę, Doris upada ze schodów, w wyniku czego trafia do szpitala. Harry udaje się do domu Melanie, którą chce zabić w celu wypicia jej krwi. Melanie i Tony zamykają go w piwnicy, chcąc go zgwałcić i nakręcić film pornograficzny, jednak Harry’emu udaje się uwolnić, zamordować ich i wypić krew. Ursula przyjeżdża do Provincetown. Pragnący zrobić karierę Mickey wręcza jej swoje scenariusze i wyjawia istnienie Muzy. Austin i Belle, odkrywszy, że Harry pobiera z ofiary krew, by zawieźć ją Almie, podejmują decyzję o zabiciu ich obojga. Ponadto Belle zleca Mickeyowi morderstwo Ursuli. Za pośrednictwem Mickeya Ursula poznaje produkującą Muzę chemiczkę i oferuje jej współpracę biznesową. Niechętna temu chemiczka rozmawia z Austinem i Belle na temat zabójstwa Ursuli, Mickeya i Gardnerów. Alma zabija Burleson, która ponownie chce ją aresztować. |                   |                        |                         |                            |                                                        |                                   |                        |
| 107 | 4                 | Blood Buffet           | Krwawy bufet            | Axelle Carolyn             | Brad Falchuk                                           | 8 września 2021                   | 26 października 2021   |
| W retrospekcji sprzed pięciu lat chemiczka wprowadza się do Provincetown, by testować środek w tabletkach, który opracowała. Pierwszym testowanym jest polecony jej przez Mickeya miejscowy piosenkarz, który pod wpływem tabletki zaczyna blednieć i się gorzej czuć. Następnie chemiczka podaje środek Belle Noir, wówczas nieznanej, ale – w jej ocenie – utalentowanej pisarce, tkwiącej w nieszczęśliwym małżeństwie. Pod wpływem tabletki Belle pisze powieść w jedną noc, a następnie zabija męża i pije jego krew. Dwa lata później, już jako autorka bestsellerów, podaje środek Austinowi, początkującemu dramaturgowi, który dorabia występując jako drag queen. Zażywszy tabletki Belle i Austin zabijają inne drag queens, które wyśmiewały Austina. |                   |                        |                         |                            |                                                        |                                   |                        |
| 108 | 5                 | Gaslight               | Gasnący płomień         | John J. Gray               | Brad Falchuk, Manny Coto                               | 15 września 2021                  | 2 listopada 2021       |
| Doris rodzi chłopca. Po powrocie do domu widzi Almę pijącą krew z nogi brata, jednak Ursula wmawia jej, że to był tylko sen. Alma usiłuje przekonać matkę do zażycia Muzy. Mimo początkowej niechęci Doris połyka tabletkę, po której zaczyna tracić włosy i zamieniać się w bladą postać. Harry, doszedłszy do wniosku, że i tak by się rozstali, wypuszcza żonę z domu. Tymczasem odnoszący sukcesy w Hollywood Mickey proponuje Karen zamieszkanie z nim. Karen, która uważa picie ludzkiej krwi za bestialstwo, odmawia. Szantażowana przez Belle i przerażona goniącymi ją bladymi postaciami, zażywa tabletkę. Pod jej wpływem zabija Mickeya, pije jego krew, maluje wymarzony obraz i popełnia samobójstwo. |                   |                        |                         |                            |                                                        |                                   |                        |
| 109 | 6                 | Winter Kills           | Zabójcza zima           | John J. Gray               | Brad Falchuk, Manny Coto                               | 22 września 2021                  | 9 listopada 2021       |
| Holden przypomina chemiczce, Austinowi i Belle Noir, że muszą wyeliminować z Provincetown ludzi z Hollywood. Harry i Alma, odkrywszy, że Belle uprowadziła noworodka Gardnerów, udają się do jej domu. Tam dochodzi do masakry: blade postacie zabijają Belle i Austina, po czym same zostają zastrzelone przez Ursulę, a następnie Alma zabija ojca. Trzy miesiące później Ursula, chemiczka i Alma mieszkają razem w Los Angeles, gdzie dystrybuowana jest Muza. Alma, ubiegająca się o posadę w filharmonii, zabija konkurenta w rekrutacji. Ursula daje Muzę uczniom zajęć z pisania scenariuszy, którzy zamieniają się w blade postacie i dokonują masakry. |                   |                        |                         |                            |                                                        |                                   |                        |
| Część 2: Death Valley |                   |                        |                         |                            |                                                        |                                   |                        |
| 110 | 7                 | Take Me to Your Leader | Prowadźcie do przywódcy | Max Winkler                | Brad Falchuk, Kristen Reidel, Manny Coto               | 29 września 2021                  | 16 listopada 2021      |
| W 1954 Maria Wycoff zostaje zaatakowana przez kosmitów, wskutek czego zaczyna lewitować. Amerykańskie władze odkrywają wtargnięcie w przestrzeń powietrzną, o czym informują prezydenta Dwighta Eisenhowera. Na pustyni zostanie odnaleziona Amelia Earhart, zaginiona 17 lat wcześniej, oraz trup istoty pozaziemskiej. Podczas badania kosmity naukowcy zostają zaatakowani masą błotnistą, a na korytarzu laboratorium pojawia się Maria. We współczesności czwórka przyjaciół: Cal, Kendall, Troy i Jamie udają się na kemping w Dolinie Śmierci, gdzie odkrywają przecięte na pół martwe ciała krów. Podczas jazdy do domu widzą kosmitę i tracą przytomność. Po przebudzeniu się i powrocie do domów wszyscy odkrywają, że są w ciąży. |                   |                        |                         |                            |                                                        |                                   |                        |
| 111 | 8                 | Inside                 | Wewnątrz                | Tessa Blake                | Manny Coto, Kristen Reidel, Brad Falchuk               | 6 października 2021               | 23 listopada 2021      |
| W 1963 prezydent John F. Kennedy dowiaduje się, że Eisenhower podpisał z kosmitami porozumienie zezwalające na uprowadzanie 5 tysięcy Amerykanów rocznie na potrzeby eksperymentów naukowych. W 1954 kosmita wyjawia Eisenhowerowi, że celem jest zmieszanie istot pozaziemskich z ludźmi celem stworzenia gatunku, który zamieszka na Ziemi. Po tym, jak pierwsza urodzona w ten sposób istota zabija swojego rodzica, Eisenhower jest niechętny pomysłowi. Jego opętana przez kosmitów żona Mamie Eisenhower przekonuje go jednak do podpisania porozumienia. Współcześnie Cal, Kendall, Troy i Jamie odkrywają na badaniu ultrasonograficznym, że są w ciąży z kosmitami. Zostają uprowadzeni z kliniki przez kilku mężczyzn, po czym budzą się w ośrodku z białymi ścianami. Tam poznają Calico, która jest obiektem eksperymentów kosmitów od kilku dekad, jednak od uprowadzenia się nie postarzała.           |                   |                        |                         |                            |                                                        |                                   |                        |
| 112 | 9                 | Blue Moon              | Niebieski księżyc       | Laura Belsey, John J. Gray | Kristen Reidel, Manny Coto, Reilly Smith               | 13 października 2021              | 30 listopada 2021      |
| Kosmici zsyłają na ziemię Valianta Thora, który ma być pośrednikiem z amerykańską administracją. Eisenhower odkrywa, że hybrydy ludzi z istotami pozaziemskimi są przechowywane w podziemiach Białego Domu. Wydaje rozkaz, by przenieść eksperymenty kosmitów do Nevady, gdzie sześć lat później zostaje uruchomiona Strefa 51. Współcześnie Troy rodzi istotę, która natychmiast zostaje zabita przez naukowców z ośrodka, bo nie spełnia oczekiwań. Kilka dni później, w ukryciu przed naukowcami, odbiera poród Cala. Urodzona hybryda atakuje ich swoimi mackami. |                   |                        |                         |                            |                                                        |                                   |                        |
| 113 | 10                | The Future Perfect     | Czas przyszły dokonany  | Axelle Carolyn             | Brad Falchuk, Manny Coto, Kristen Reidel, Reilly Smith | 20 października 2021              | 7 grudnia 2021         |
| W 1969 Eisenhower umiera, a Valiant Thor składa Mamie propozycję pozostanie nieśmiertelną. W 1979 Mamie pozoruje własną śmierć, a w rzeczywistości zostaje umieszczona w Strefie 51, gdzie zaprzyjaźnia się z Calico. Współcześnie Jamie i Kendall zostają zabrane przez naukowców do sali porodowej, gdzie Kendall rodzi pierwszą w historii eksperymentów idealną hybrydę. Nadzorująca poród Theta zabija przyjaciółki i czyni z Kendall maszynę rozrodczą. Mamie, odkrywszy plan kolonizacji Ziemi hybrydami, chce powstrzymać Valianta Thora i w tym celu wchodzi w spisek z Calico. Calico ją jednak zdradza, by otrzymać od Thety pozwolenie na bycie matką idealnej hybrydy. Następnie Theta zabija Mamie. |                   |                        |                         |                            |                                                        |                                   |                        |

## Produkcja
3 sierpnia 2018 stacja FX zamówiła dziesiąty sezon serialu American Horror Story, którego emisja zaplanowana była na 2020. 26 maja 2020 premiera została przesunięta na 2021 ze względu na pandemię COVID-19 w Stanach Zjednoczonych, która opóźniła produkcję. Twórca serialu Ryan Murphy zdradził, że przesunięcie może wpłynąć na zmianę fabuły sezonu ze względu na fakt, że pierwotny pomysł zakładał zdjęcia w cieplejszym okresie roku. 10 listopada 2020 Murphy zamieścił w serwisie Instagram pierwszy plakat sezonu. Produkcja otrzymała 48 milionów dolarów amerykańskich ulgi podatkowej od California Film Association. 19 marca 2021 Murphy wyjawił tytuł sezonu i zdradził, że będzie się on składał z dwóch odrębnych historii, jednej związanej z morzem, a drugiej z piaskiem. 27 lipca 2021 odbyła się premiera teaseru sezonu, zaś 13 sierpnia 2021 został wydany zwiastun.

### Dobór obsady
14 listopada 2019 Murphy zdradził, że do sezonu powrócą aktorzy z trzech pierwszych sezonów. Producent wypowiedział się: „Osoby, które pomogły uczynić ten serial tym, czym jest dziś, które od początku w niego wierzyły, podpisały umowy i wyraziły zainteresowanie. Jeśli więc spojrzycie na ikonografię trzech pierwszych sezonów, wpadniecie na to, kto może wrócić”. 9 stycznia 2020 Sarah Paulson ogłosiła, że wystąpi w sezonie w głównej roli. 26 lutego 2020 Murphy zdradził, że w sezonie dziesiątym do obsady powrócą Kathy Bates, Leslie Grossman, Billie Lourd, Evan Peters, Adina Porter, Lily Rabe, Angelica Ross i Finn Wittrock, zaś Macaulay Culkin wystąpi w serialu po raz pierwszy. W maju 2020 Murphy wyjawił w wywiadzie dla E! Entertainment kulisy obsadzenia Culkina.

Miałem bardzo, bardzo dobrą i szaloną rolę. Poprosiłem o kontakt do niego, zadzwoniłem, a on się zgodził. Gdy obsadzam, zwykle nie daję ludziom czytać scenariuszy. Jemu opowiedziałem, jaką będzie miał postać, i że będzie miał szaloną, erotyczną scenę seksu z Kathy Bates i inne rzeczy. Po chwili ciszy powiedział, że to rola, do zagrania której się urodził. Niedługo potem podpisał umowę.

19 listopada 2020 Murphy ogłosił, że w sezonie wystąpi Spencer Novich, zaś kolejno 5 lutego i 20 marca 2021 zdradził, że do obsady powrócą Frances Conroy i Denis O’Hare. Conroy przejęła rolę po Bates, która zrezygnowała z niej z powodów zdrowotnych. 15 czerwca 2021 serwis Deadline.com doniósł, że w sezonie wystąpi Neal McDonough.

### Zdjęcia
Początek zdjęć do sezonu był zaplanowany na marzec lub kwiecień 2020, następnie został przełożony na październik 2020. Lily Rabe zdradziła, że praca na planie ostatecznie rozpoczęła się 2 grudnia 2020. 20 lipca 2021 zdjęcia zostały tymczasowo wstrzymane ze względu na przypadek zarażenia wirusem SARS-CoV-2 na planie.